# سينثيا هوغ
سينثيا هوغ (بالإنجليزية: Cynthia Hogue)‏ هي كاتِبة وشاعرة أمريكية، ولدت في 26 أغسطس 1951.